# FACT Fiji
La Coppa delle Figi o Fiji Football Association Cup Tournament (FACT Fiji) è un torneo di calcio organizzato alle Figi dalla Fiji Football Association. Il torneo è un'invenzione del segretario di allora, Jitendra Durga Maharaj, e fu inizialmente organizzato per raccogliere fondi per l'associazione, in seguito alla crisi economica avuta verso la fine degli anni 1980. Il torneo è stato giocato ogni anno a partire dal 1991.

## Albo d'oro
| Anno | Città                            | Vincitore | Finalista   | Punteggio   | Note                           |
| ---- | -------------------------------- | --------- | ----------- | ----------- | ------------------------------ |
| 1991 | Ba                               | Ba        | Labasa      | 1 - 0       | -                              |
| 1992 | Labasa                           | Labasa    | Nadroga     | 1 - 0       | -                              |
| 1993 | Nadi                             | Nadroga   | Tavua       | 2 - 0       | -                              |
| 1994 | Rewa                             | Tavua     | Suva        | 1 - 0       | -                              |
| 1995 | Labasa                           | Suva      | Labasa      | 4 - 0       | -                              |
| 1996 | Nadi                             | Nadi      | Lautoka     | 4 - 0       | -                              |
| 1997 | Rewa                             | Ba/Labasa | -           | 0 - 0       | Entrambi vincitori             |
| 1998 | Rewa                             | Ba        | Nadi        | 3 - 0       | -                              |
| 1999 | Labasa                           | Labasa    | Lautoka     | 2 - 1       | -                              |
| 2000 | Nadi                             | Lautoka   | Nadroga     | 2 - 0       | -                              |
| 2001 | Nadroga                          | Nadroga   | Labasa      | 7 - 6       | Ai rigori                      |
| 2002 | Lautoka                          | Lautoka   | Nasinu      | 3 - 2       | Ai rigori                      |
| 2003 | Rewa                             | Navua     | Rewa        | 1 - 0       | -                              |
| 2004 | Nadi                             | Ba        | Navua       | 2 - 0       | -                              |
| 2005 | Nadi                             | Ba        | Nadi        | 1 - 0       | -                              |
| 2006 | Suva                             | Ba        | Labasa      | 3 - 0       | -                              |
| 2007 | Ba                               | Ba        | Labasa      | 1 - 0       | -                              |
| 2008 | Suva                             | Navua     | Labasa      | 1 - 0       | -                              |
| 2009 | Suva                             | Navua     | Lautoka     | 2 - 1       | -                              |
| 2010 | Lautoka                          | Ba        | Navua       | 1 - 0       | -                              |
| 2011 | Lautoka                          | Rewa      | Labasa      | 1 - 0       | -                              |
| 2012 | Lautoka                          | Suva      | Ba          | 1 - 0       |                                |
| 2013 | Suva, Nadi                       | Nadi      | Ba          | 3 - 1       | -                              |
| 2014 | Nausori                          | Nadi      | Suva        | 1 - 0 (aet) | -                              |
| 2015 | Nadi                             | Labasa    | Rewa        | 2 - 0       | -                              |
| 2016 | Labasa, Suva                     | Nadi      | Suva        | 3 - 0       | Ai rigori                      |
| 2017 | Vodafone Ratu Cakobau Park, Rewa | Rewa F.C. | Nadi F.C.   | 1 - 0       | Gol segnato da Samuela Kautoga |
| 2018 | Vodafone Ratu Cakobau Park, Rewa | Rewa F.C. | Labasa F.C. | 5 - 3       | Ai rigori                      |
| 2019 | Lautoka                          | Nadi      | Suva        | 2 - 1       |                                |
| 2020 | Labasa                           | Suva      | Nadi        | 1 - 0       |                                |

## Piazzamenti delle squadre
| Squadra | Vittorie | Finali perse | Note                |
| ------- | -------- | ------------ | ------------------- |
| Ba      | 8        | 2            | Un titolo condiviso |
| Nadi    | 5        | 4            | -                   |
| Labasa  | 4        | 8            | Un titolo condiviso |
| Suva    | 3        | 4            | -                   |
| Navua   | 3        | 2            | -                   |
| Rewa    | 3        | 2            | -                   |
| Lautoka | 2        | 3            | -                   |
| Nadroga | 2        | 2            | -                   |
| Tavua   | 1        | 1            | -                   |
| Nasinu  | -        | 1            | -                   |